# Citrus hystrix
Citrus hystrix, på svenska känd som kaffirlime, är en vinruteväxtart som beskrevs av de Candolle med auktorsnamnet DC. Citrus hystrix ingår i släktet citrusar, och familjen vinruteväxter. Inga underarter finns listade i Catalogue of Life.